# Reneuzzi
Renèuzzi, talvolta chiamato Renèuzi, Renèusi, Renéisci (pron. Renéisci) o Renéusci in genovese (pron. Renösci - IPA: [re'nøʃi]), è una frazione disabitata del comune di Carrega Ligure, in provincia di Alessandria, situata in alta val Borbera, a 1.075 m d'altezza sul versante nord del monte Antola nella valle dei Campassi. Il villaggio fu abbandonato nel 1961. Conserva l'Oratorio di San Bernardo abate, a cui è stato rimosso il campanile.
Non raggiunto dalla strada carrozzabile, è collegato da un'antica mulattiera alle frazioni di Campassi e Vegni, mentre un sentiero permette di raggiungere la vetta del monte Antola.

## Società

### Evoluzione demografica
Abitanti censiti